# Stella Blandy

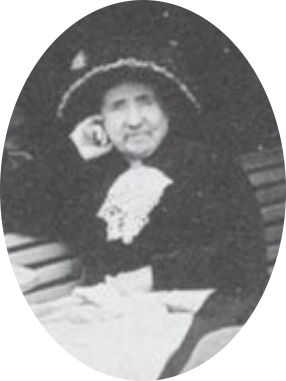
Stella Blandy

Stella Blandy, geboren als Françoise Stella Boué (* 24. Dezember 1836 in Montesquieu-Volvestre; † 18. April 1925 ebenda) war eine französische Schriftstellerin, Übersetzerin und Feministin.

## Leben
Françoise Stella Boué wurde in der Kleinstadt Montesquieu-Volvestre in einer wohlhabenden Familie geboren, die damals den Bürgermeister stellte. Sie fühlte sich schon früh zum Schreiben hingezogen und setzte ihre Ausbildung bald im Ausland fort: in England. Dort heiratete sie Francis Blandy, mit dem sie vier Kinder hatte; zwei, Frank und Jeanne, überlebten ihre frühe Kindheit. Ihr Ehemann starb 1878.
Nach ihrer Rückkehr nach Frankreich begann sie, ihre Werke zu veröffentlichen und hatte damit einigen Erfolg. Ihre Romane, die einen starken regionalen Bezug aufweisen, waren hauptsächlich für jüngere Leser gedacht. Während sie in Paris lebte, entwickelte sie ihr feministisches Schreiben, als sie Freundschaften mit George Sand und André Léo schloss. In den späten 1860er Jahren wurde sie in der wachsenden Frauenrechtsbewegung aktiv und arbeitete zusammen mit Léon Richer, Maria Deraismes und Hubertine Auclert an der Zeitschrift Le Droit des femmes mit.
Um März 1875 war Stella Blandy zusammen mit Henriette Caroste, Anna Houry, Hubertine Auclert, Maria Deraismes und deren Schwester Anna Féresse-Deraismes Mitunterzeichnerin eines Briefes, in dem sie Victor Hugo um Unterstützung für ihre feministischen Forderungen bat. Blandy war Mitarbeiterin der Revue contemporaine und der Revue des Deux Mondes. Sie übersetzte auch englische und italienische Werke. Bekannt ist zum Beispiel Stella Blandys Adaption des Romans „The desert home“ von Mayne Reid unter dem Titel „Les Robinsons de terre ferme“.
Stella Blandy starb mit achtundachtzig Jahren in der Stadt, in der sie geboren wurde.

## Werke
Eine vollständige Auflistung ihrer Werke und Übersetzungen, zum Teil mit Abdrucken auf Gallica, findet sich in den französischen und englischen Sprachversionen und im Weblink der Französischen Nationalbibliothek. Es liegen keine Hinweise darauf vor, dass Werke Blandys jemals in die deutsche Sprache übersetzt wurden.